# Valentina Quintero Montiel
Valentina Quintero Montiel (Caracas, Veneçuela, 28 de juny de 1954) és una comunicadora social veneçolana, conductora de programes de ràdio i televisió, i escriptora de llibres, agendes, revistes i premsa.

## Biografia
Filla de Tony Quintero i Ana Carlota Montiel de Quintero, té dos germans majors Cristóbal i Susana; i dos germans menors Inés i Antonio. Va estudiar en el Col·legi San José de Tarbes de Caracas, des de petita fins a cinquè d'humanitats, i va fer estudis superiors a la Universitat Catòlica Andrés Bello, graduant-se l'any 1976, llicenciada en Comunicació Social, amb menció audiovisual. Amb el pla de beques Gran Mariscal de Ayacucho, va realitzar un mestratge a la Universitat de Boston, als Estats Units, on va rebre el títol de Magister en Tecnologia Educativa. L'any 1980, després de múltiples tractaments mèdics per augmentar la fertilitat neix la seva única filla, Arianna Arteaga Quintero. L'any 1981, va tornar a Veneçuela per complir el seu objectiu “El que encenia el meu esperit era l'educació per mitjans audiovisuals per canviar el món”, sense descurar les atencions que la maternitat exigia. L'any 1982, va començar a treballar a la Biblioteca Nacional al costat de Virginia Betancourt, on va romandre durant set anys.

## Carrera
L'any 1986, va conèixer Elizabeth Fuentes i des de llavors va escriure de forma ininterrompuda la secció Manual de Ociosidades en la revista dominical del diari El Nacional.
L'any 1989 va ser una de les signatàries, juntament amb altres 910 intel·lectuals partidaris de la ideologia comunista, del comunicat de benvinguda a Fidel Castro, qui va visitar el país durant la presa de possessió del segon govern de Carlos Andrés Pérez.
Des de 2005, escriu en el Cuerpo de Turismo la columna Els Viatges de Valentina. L'any 1992, al costat d'Elizabeth Fuentes, s'estrena amb el programa "Descarades" de Ràdio Capital. Avui dia, surt a Onda els caps de setmana amb el programa "En Todas Partes" des del 2001. Els micros "Cuentos de Camino" amb Miguel Delgado Estévez, des de 2005, i la "Guarandinga" al costat d'Alonso Moleiro des del 2009.
La primera incursió en la televisió va ser a "Valentina TV", a CMT. Va durar poc a causa de problemes del canal. L'any 1994, s'estrena Bitàcola, una vegada al mes, els diumenges per RCTV, programa que va guanyar els premis: Monseñor Pellín l'any 1996, el Premi Nacional de Periodisme el 1997 i el Dos de Oro l'any 2001. El programa s'enfocava a mostrar el millor de Veneçuela amb el propòsit de crear sentit d'arrelament i donar suport al turisme intern.
L'any 1996 va sortir la primera edició de La Guía de Valentina Quintero amb noves versions cada dos anys, amb tiratges inicials de 50.000 exemplars pel que és considerat un bestseller a Veneçuela. Des del 2009 escriu amb Arianna Arteaga Quintero l'agenda "Salte de la Agenda".
L'any 2018 va ser afegida en la llista 100 Women BBC, que aplega les 100 dones més influents de l'any.